# 北新州
北新州，中国古代的州。
南朝梁分郢州置北新州，后来分北新州设土州、富州、洄州、泉州、豪州。北新州治长寿（今湖北省钟祥市），下辖竟陵郡、齐兴郡（治上蔡，今湖北省钟祥市北）。竟陵郡下辖霄城（治所，今湖北省京山市东南）、新市、云杜。梁朝末年，北齐得到了北新州，慕容俨镇守，南梁将领侯瑱围攻，一共二百天，不下。二国通好，北新州再归南梁。梁陈之际，被王琳所据。559年，王琳失败，北新州被北周占领，并入土州。